# Expedición Tangra

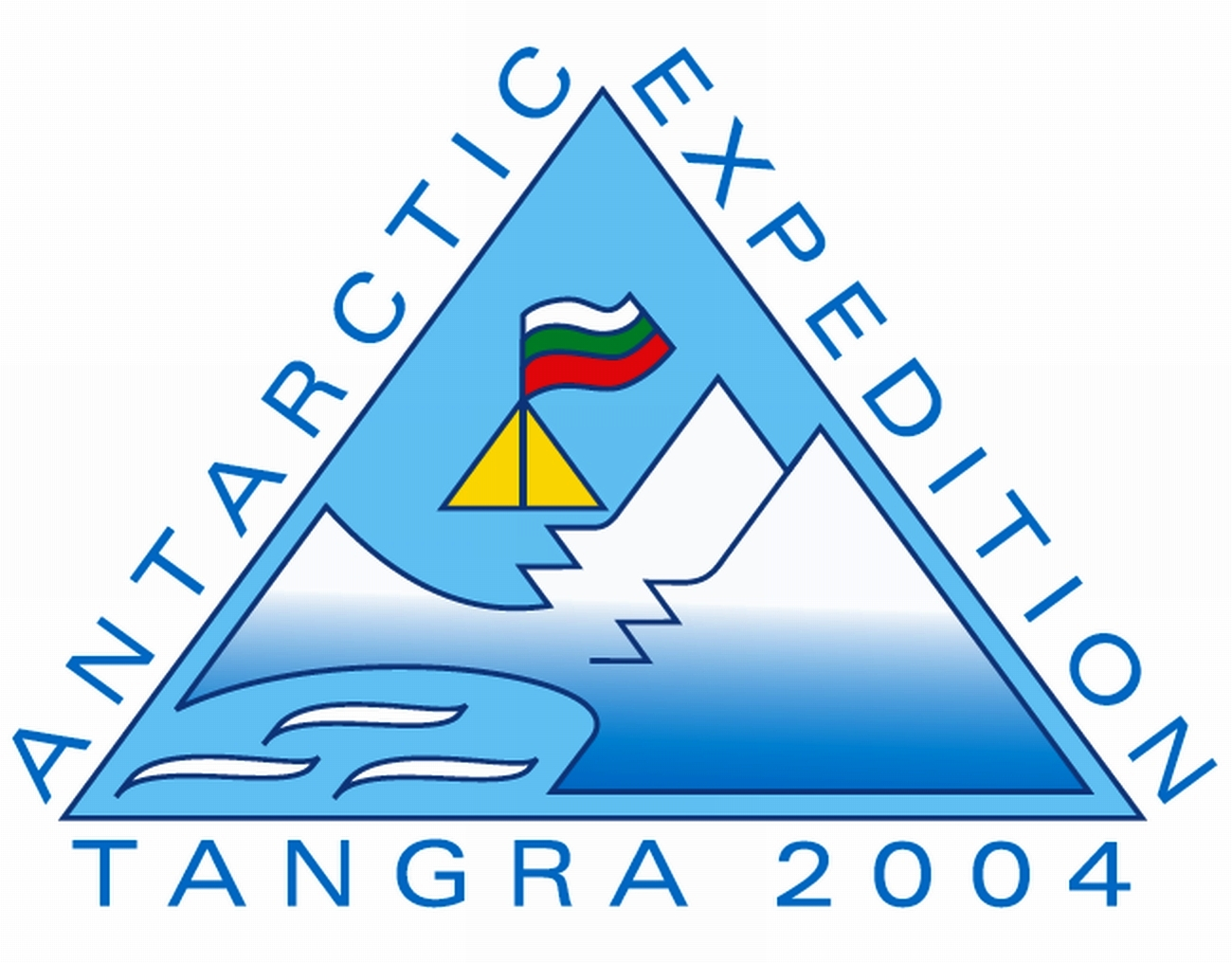
Logo de la expedición

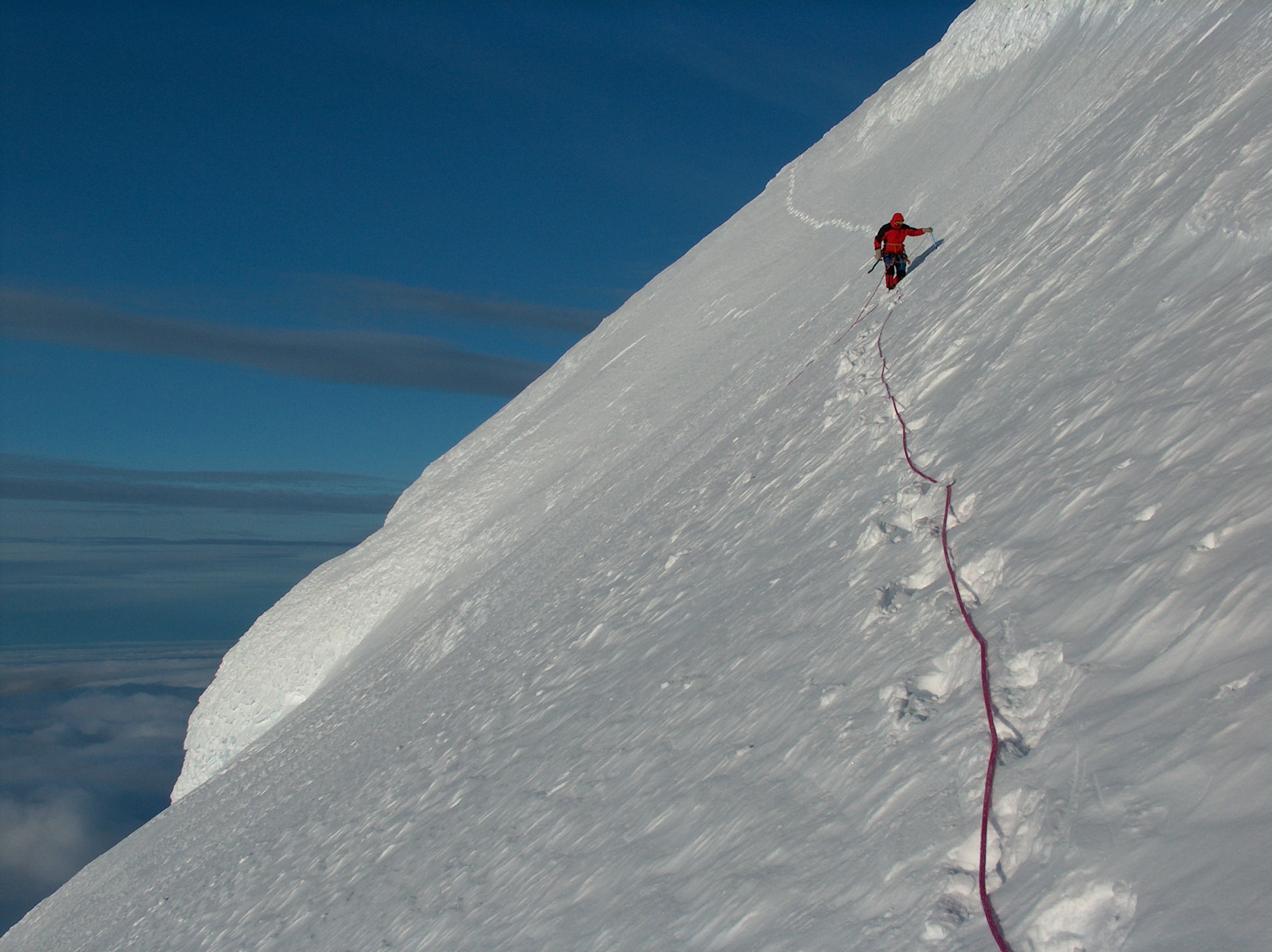
Atravesando la ladera oeste del Pico de Lyaskovets

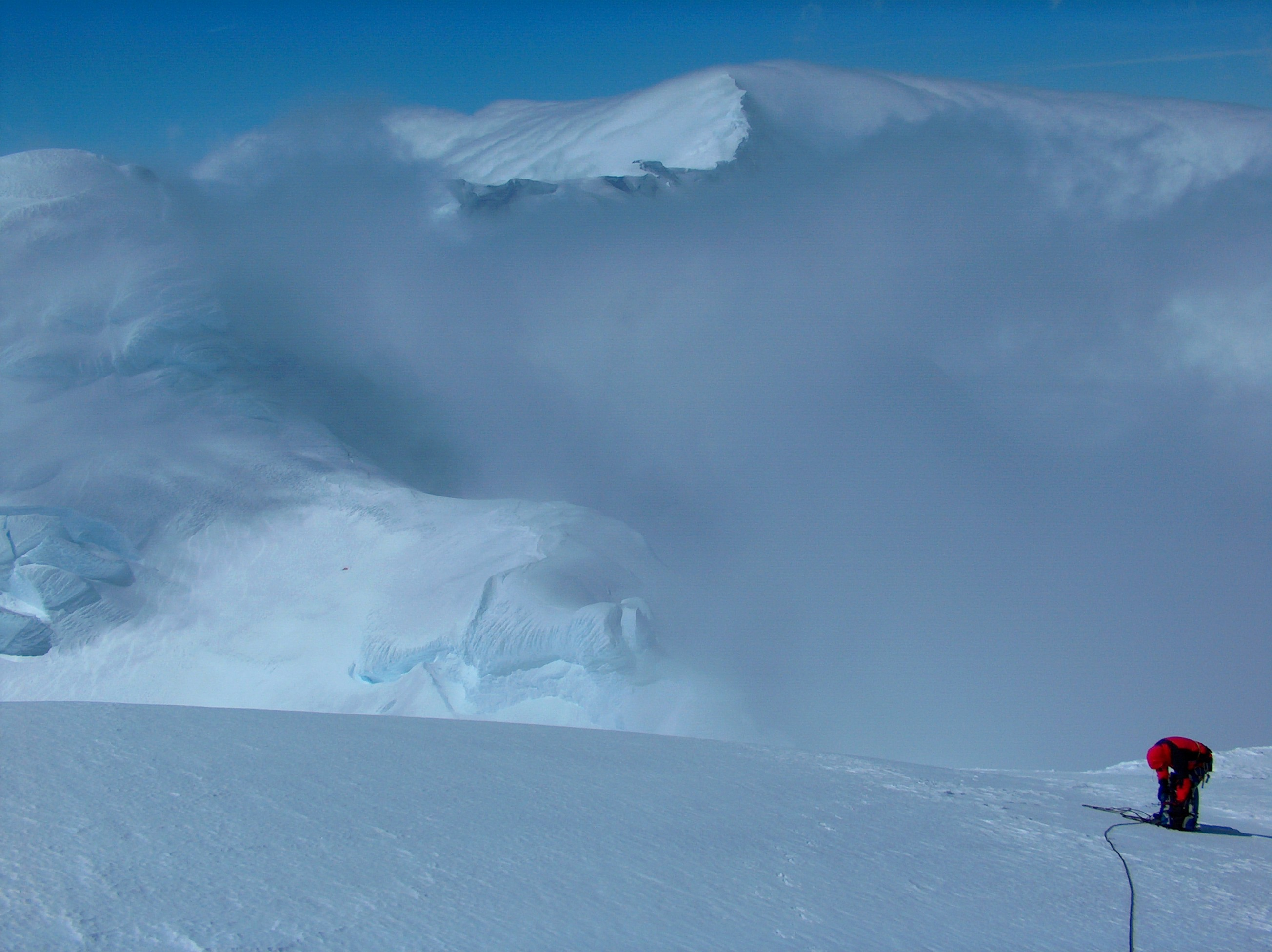
En la cresta de las montañas Tangra

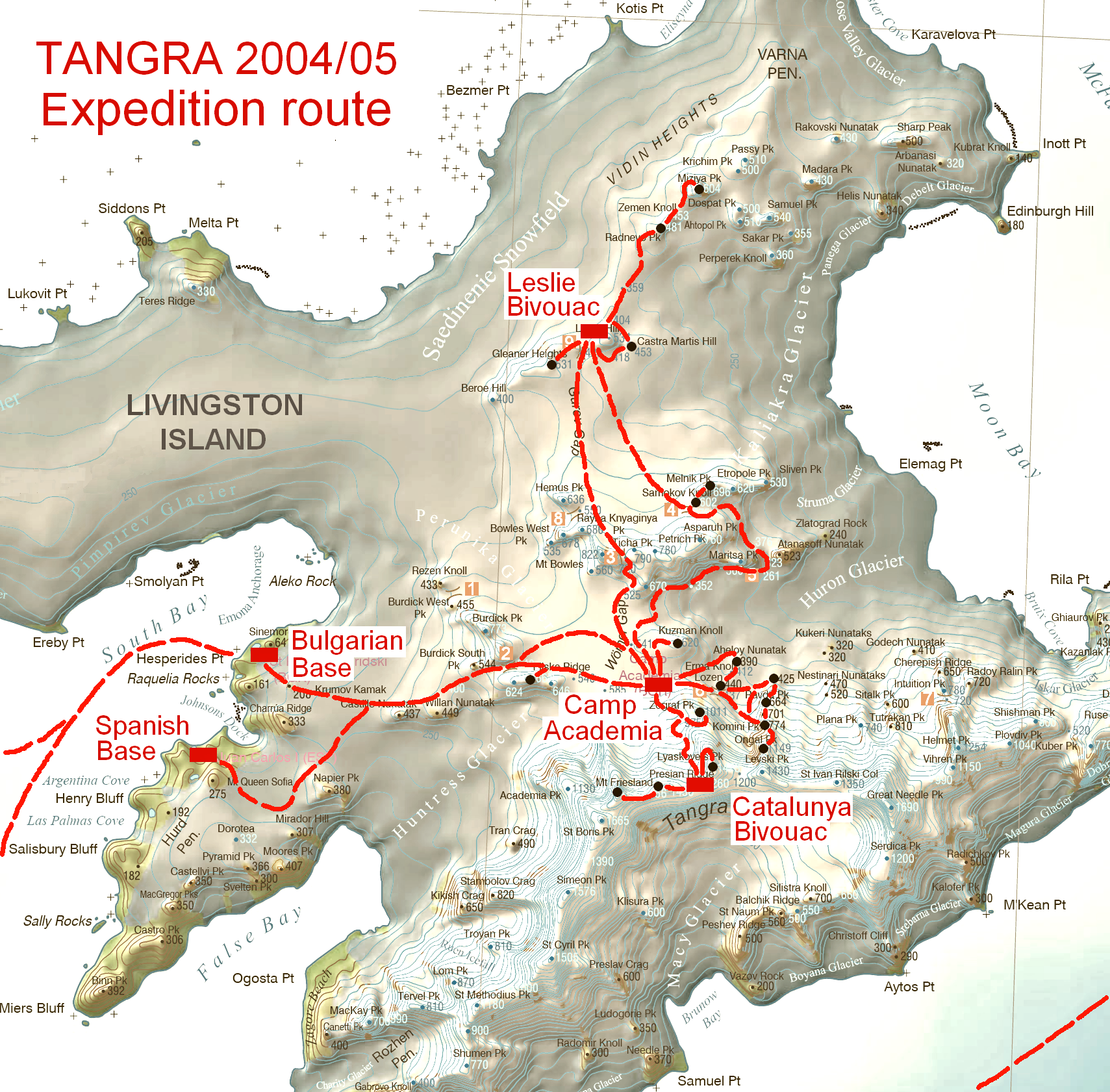
Ruta de la expedición

La Expedición Tangra fue encargada por la Comisión Búlgara para los Topónimos Antárticos, gestionada por la Fundación Manfred Wörner, y respaldada por el Instituto Antártico Búlgaro, el Instituto de Matemáticas e Informática de la Academia de Ciencias de Bulgaria, Bulgarian Posts Plc; el Programa Antártico Uruguayo, Peregrine Shipping (Australia), y Petrol Ltd, TNT, Mtel, Bulstrad, Polytours, B. Bekyarov y B. Chernev (Bulgaria).

## Equipo de la expedición
Dr. Lyubomir Ivanov (líder del equipo), investigador asociado, Instituto de Matemáticas e Informática de la Academia Búlgara de Ciencias; presidente de la Comisión de nombres de lugares antárticos; autor de las Directrices de Toponimia Antárticas Búlgaras de 1995 que introducen en particular el actual sistema oficial para la romanización del búlgaro; participante en cuatro campañas antárticas búlgaras y autor de los primeros mapas topográficos antárticos búlgaros.
Doychin Vasilev, alpinista búlgaro que ha escalado cinco ochomiles del Himalaya: Dhaulagiri (en 1995), Monte Everest (1997), Makalu (1998), y Shishapangma y Cho Oyu (1999).

## Logística e itinerario
- Naves de expedición: el barco de la armada uruguaya Vanguardia y el barco de investigación ruso Akademik Sergey Vavilov.
- Transporte terrestre: trineo de hombres, esquí y trekking.
- Duración: del 14 de noviembre de 2004 al 29 de enero de 2005.
- Antártida: del 25 de noviembre de 2004 al 11 de enero de 2005;
- Isla Livingston: del 28 de noviembre de 2004 al 4 de enero de 2005;
- Base San Clemente de Ohrid: del 28 de noviembre al 8 de diciembre de 2004 y del 2 al 4 de enero de 2005;
- Campamento Academia: del 3 de diciembre de 2004 al 2 de enero de 2005;
- Campamento de Catalunya (1255 м): 14-16 de diciembre de 2004;
- Base Antártica Juan Carlos I: 18 de diciembre de 2004;
- Vivaque Elhovo Gap / Leslie Hill (421 м): 24-28 de diciembre de 2004;
- Punto Hannah: 4 de enero de 2005;
- Isla Media Luna: 8 de enero de 2005.

## Resultado
Según el informe, se mapearon 146 ubicaciones geográficas por primera vez y se actualizaron las coordenadas de otras 8 ubicaciones. Se hizo un nuevo mapa topográfico a escala 1: 100000 de las islas de Livingston y Greenwich que se publicó en agosto de 2005 en 1802 copias impresas, y también se dispusieron en versión electrónica tanto en el sitio web del Ministerio de Asuntos Exteriores de Bulgaria como en Wikimedia Commons. Los datos de la expedición Tangra fueron ampliamente utilizados también en el mapa búlgaro de 2008 de las islas Livingston, Greenwich, Robert, Snow y Smith.
En relación con el trabajo realizado por la expedición Tangra, 126 nuevos nombres búlgaros para las ubicaciones geográficas hasta ese momento anónimas en las islas Livingston y Greenwich se aprobaron el 11 de abril y el 4 de noviembre de 2005.
Se impartieron conferencias invitadas sobre los resultados de la expedición en la Facultad de Geología y Geografía de la Universidad de Sofía, el Ministerio de Asuntos Exteriores de Bulgaria, la Comisión Estatal de Seguridad de la Información, el Municipio de Radnevo, etc.